# Speed (grup musical)
Speed és un grup de hardcore punk australià format per cinc membres.

## Història
Jem va fundar Speed amb el seu germà Aaron el 2019 poc després de la dissolució d'Endless Heights, un grup en el qual tocava la guitarra. La primera incorporació al flamant grup va ser Dennis Dcold que es va convertir en el guitarrista.
L'octubre de 2019 Speed va publicar un EP amb Last Ride Records i va acordar amb Flatspot Records el seu llançament als Estats Units d'Amèrica. El juny de 2020 Speed va publicar el doble senzill 2020 Flex, precedit pel senzill «A Dumb Dog Gets Flogged» que «va néixer com a reacció al lideratge fallit del nostre govern durant els incendis forestals d'Austràlia del 2019-2020. L'empatia i la compassió sempre haurien de ser la premissa d'una acció significativa». El juny de 2021 va es va publicar «We See U» com a part del recopilatori de punk hardcore, This Is Australia Vol 2.
El maig de 2022 el grup va anunciar la publicació de Gang Called Speed com el seu EP de debut oficial, juntament amb el seu primer senzill «Not That Nice» que aborda els crims d'odi asiàtics. Gang Called Speed es va publicar el 24 de juny de 2022 i va debutar al número 5 de les ARIA Charts. «Not That Nice» apareix al videojoc de lluita lliure professional WWE 2K24. L'abril de 2024 Speed va anunciar la publicació del seu àlbum d'estudi de debut per al mes de juliol, Only One Mode.

## Discografia

### Àlbums
- Only One Mode (2024)

### EP
- 2020 Flex (2020)
- Gang Called Speed (2022)

### Maqueta
- Demo 19 (2019)